# متا السته-نویمن
متا السته-نویمن (انگلیسی: Meta Elste-Neumann; ۱۶ اکتبر ۱۹۱۹ – ۳۰ اکتبر ۲۰۱۰) ژیمناست هنری زن اهل ایالات متحده آمریکا بود.